# Bryum meruense
Bryum meruense är en bladmossart som beskrevs av C. Müller 1890. Bryum meruense ingår i släktet bryummossor, och familjen Bryaceae. Inga underarter finns listade i Catalogue of Life.